# Jahodná
Jahodná és un poble i municipi d'Eslovàquia que es troba a la regió de Trnava, a l'oest del país.

## Història
La primera menció escrita de la vila es remunta al 1539.

## Demografia
| Godina             | 1994 | 2004   | 2014   | 2024   |
| ------------------ | ---- | ------ | ------ | ------ |
| Nombre de persones | 1422 | 1440   | 1534   | 1666   |
| Diferència         |      | +1,26% | +6,52% | +8,60% |

| Godina             | 2023 | 2024   |
| ------------------ | ---- | ------ |
| Nombre de persones | 1657 | 1666   |
| Diferència         |      | +0,54% |